# Zégoua
Zégoua è un comune rurale del Mali facente parte del circondario di Kadiolo, nella regione di Sikasso.
Il comune è composto da 9 nuclei abitati:
- Dialakorosso
- Fanidiama
- Kalibéné
- Katélé
- Katioloni
- Nassoulou
- Zampédougou
- Zégoua
- Ziangolodougou